# Cyriocosmus bertae
Espèce
Cyriocosmus bertae est une espèce d'araignées mygalomorphes de la famille des Theraphosidae.

## Distribution
Cette espèce est endémique du Brésil.

## Publication originale
- Pérez-Miles, 1998 : Revision and phylogenetic analysis of the neotropical genus Cyriocosmus Simon, 1903 (Araneae, Theraphosidae). Bulletin of the British arachnological Society, vol. 11, p. 95-103.